# Euclidia angulosa
Euclidia angulosa är en fjärilsart som beskrevs av Eduard Friedrich Eversmann 1832. Euclidia angulosa ingår i släktet Euclidia och familjen nattflyn. Inga underarter finns listade i Catalogue of Life.